# Бруль Євген Васильович
Євген Васильович Бруль (22 лютого 1967, Київ, СРСР) — український хокеїст, воротар, тренер та телевізійний коментатор телеканалу «Xsport». 

## Ігрова кар'єра
Виступав за ШВСМ (Київ), «Сокіл» (Київ), СКА (Санкт-Петербург), «Беркут» (Київ), ХК «Гомель», «Німан» (Гродно), «Барс» (Бровари), ХК Галицькі Леви.
У складі національної збірної України учасник чемпіонатів світу 1993 (група C), 1994 (група C), 2000 і 2004. 

## Тренерська кар'єра
- Тренер воротарів «Німан» (Гродно) (2009—11).
- Тренер воротарів «Компаньйон-Нафтогаз» (Київ) (з 2011, ПХЛ).

## Досягнення
- Чемпіон Білорусі (1): 2003